# 青春有你 (歌曲)
《青春有你》是中國爱奇艺同名真人秀節目的主題曲，由100位青春有你訓練生共同演唱，於2019年1月14日發行。

## 發行
歌曲於2019年1月14日發行，在发行前一天公布，同时放出10秒的片段预告。同日演出视频播出，由李汶翰担任中心位置，并與何昶希、卡斯柏、嘉羿、連淮偉、夏瀚宇、車慧軒、馮俊杰、管櫟、葉子銘、邱薄翰、姜聖民和徐方舟处于舞台最高处。

## 曲目
| 曲序     | 曲目               |          | 作曲                                    | 编曲                  | 製作人   | 时长  |
| -------- | ------------------ | -------- | --------------------------------------- | --------------------- | -------- | ----- |
| 1.       | 青春有你           | 呂易秋   | Zaydro、 RheaT、 Newdayz、 Hiwey、 鄭楠 | Zaydro、 RheaT、 鄭楠 | 鄭楠     | 3:33  |
| 2.       | 青春有你（伴奏）   |          |                                         |                       |          | 3:33  |
| 3.       | 青春有你（純音樂） |          |                                         |                       |          | 3:33  |
| 总时长： | 总时长：           | 总时长： | 总时长：                                | 总时长：              | 总时长： | 10:39 |

## 人員
以下內容整理QQ音樂：

| 歌曲 - 呂易秋（作詞） - ZAYDRO（作曲，編曲） - RHEAT（作曲，編曲） - NEWDAYZ（作曲） - HIWEY（作曲） - 鄭楠（作曲，編曲，製作人，音樂總監） - 許榮臻（配唱，和音） - 趙靖（混音，母帶） - 張藝興（音樂指導） - CLOBAL CONTENTS FARM INC.（OP） - 北京易秋音樂工作室（SP） |